# I Got U
Pour les articles homonymes, voir I Got You.
Singles de Duke Dumont
Need U (100%)
(2013) Ocean Drive
(2015)
I Got U est une chanson de Duke Dumont et de Jax Jones.
Elle a été éditée au Royaume-Uni le 16 mars 2014 comme le deuxième single du prochain album de Duke Dumont et a été édité en Belgique dès le 13 janvier 2014. Les chanteuses Kelli-Leigh Henry-Davila et Marilou Sylia  y prêtent leurs voix et les paroles sont issues de la chanson My Love Is Your Love de Whitney Houston.
La chanson a atteint la première place du hit-parade en Irlande et au Royaume-Uni.